# 埃拉尔·亚伯拉罕
埃拉爾·亞伯拉罕（法語：Hérard Abraham，1940年7月28日—2022年8月24日），前海地臨時總統。

## 生平
亞伯拉罕年輕時入伍海地軍隊，後升至中將軍銜，成為總統讓-克洛德·杜瓦利埃的小圈子裡為數不多的軍人成員之一。亞伯拉罕支持1986年反對杜瓦利埃的政變，並在亨利·南菲總統時從1987年至1988年擔任外長，他在1990年3月10日成為代總統，並在3天後放棄權力。成為在二十世紀唯一自願放棄權力的海地軍事領導人。1991年1月，亞伯拉罕也有功於粉碎前國家安全志願軍領袖羅傑·拉方丹的政變企圖。
1991年，亞伯拉罕從軍隊退役並移民到美國佛羅里達州的邁阿密，默默無聞地生活，後回國成為內政部長，2005年1月31日成為外交部長到2006年6月9日。
2022年8月24日逝世。

## 文献
- "REPORT ON THE SITUATION OF HUMAN RIGHTS IN HAITI", Inter-American Commission on Human Rights